# فرانك يورجن ريختر
فرانك يورجن ريختر (مواليد 1967 )، رجل أعمال ألماني ومستشار اقتصادي ومعلق. اشتهر بأنه رئيس مجلس إدارة هوراسيس ومؤسس اجتماع هوراسيس العالمي، اضافة الى كونه مديرًا سابقًا للمنتدى الاقتصادي العالمي.

## حياة سابقة
بعد تخرجه بشهادة في الهندسة الصناعية من جامعة كارلسروه (الآن جزء من معهد كارلسروه للتكنولوجيا) وإقامته الأكاديمية في فرنسا والمكسيك، تابع ريختر دراساته لدرجة الدكتوراه في جامعة تسوكوبا وحصل على درجة الدكتوراه من جامعة شتوتغارت. من عام 1996 حتى عام 2000، عاش وعمل في آسيا حيث طور وأدار العمليات الآسيوية للشركات الأوروبية متعددة الجنسيات، ثم أصبح مديرًا للمنتدى الاقتصادي العالمي من 2001 إلى 2004. ما بعد تأسيس هوراسيس في عام 2005  قد أصبح مسافرًا، باحثًا، ومعلقًا دوليًا متكررًا بالإضافة إلى قيادته لاجتماعات العمل السنوية.

## حياة مهنية
في عام 2005 ، أسس ريختر مؤسسة هوراسيس، وهي مؤسسة فكرية مستقلة مواضيع الأعمال العالمية. يعمل ريختر مع رجال الأعمال، السياسيين، والمثقفين. يقدم نصائح للحكومات ومنظمات القطاع الخاص حول قضايا مثل العولمة، التجارة، والتنمية المستدامة. ريختر عضو في المجلس الاستشاري للقيادة المؤثرة في جامعة كامبريدج وكلية تشيونغ كونغ للدراسات العليا في إدارة الأعمال.

### المنشورات
ريختر هو متحدث عام متكرر. قام بتأليف وتحرير 37 كتابًا والعديد من المقالات حول الإستراتيجية العالمية والأعمال الآسيوية، تغطي مواضيع مثل بيئة الأعمال الآسيوية وكيف ارتدت الشركات الآسيوية من مصيبة آسيا عام 1998. ظهرت كتاباته في الصحف المالية والإقليمية مثل نيويورك تايمز. قد خاطب جماهير في معهد بروكينغز، وجامعة هارفارد، وجامعة بكين، وكلية الاقتصاد العالي بجامعة الأبحاث الوطنية، وموسكو، والمعهد الملكي للشؤون الدولية، وفي العديد من أحداث الشركية. تمت مقابلته من قبل العديد من المنشورات، وظهر على CNN و BBC و CNBC و CCTV (تلفزيون الصين المركزي) بالإضافة إلى "صوت أمريكا".

## الجوائز
في عام 2016 ، حصل ريختر على جائزة هاريش ماهيندرا التذكارية العالمية للمساهمات البارزة في الاقتصاد العالمي من أكاديمية بريادارشيني.